# Contea di Wise (Virginia)
La contea di Wise (in inglese Wise County) è una contea dello Stato della Virginia, negli Stati Uniti. La popolazione al censimento del 2000 era di 40 123 abitanti. Il capoluogo di contea è Wise.